# 沙涨村
沙涨村，是中华人民共和国江苏省常州市溧阳市昆仑街道下辖的一个自然村，2001年曾经为杨庄乡沙涨村，此后并入溧城镇毛场村。
2019年1月21日，溧阳市昆仑街道沙涨村公布为第七批中国历史文化名村。
2019年6月6日，溧阳市昆仑街道沙涨村公布为第五批中国传统村落。